# Gazania pectinata
Gazania pectinata là một loài thực vật có hoa trong họ Cúc. Loài này được (Thunb.) Spreng. mô tả khoa học đầu tiên năm 1826.